# Хорошів
Хόрошів (до 1912 — Горошки, в 1912—1924 — Кутузове, в 1924—1933 — Володарськ, в 1933—2016 — Володарськ-Волинський) — селище в Україні, адміністративний центр Хорошівської селищної територіальної громади Житомирського району Житомирської області. Лежить біля річки Ірша. Колишній адміністративний центр ліквідованого Хорошівського району та Хорошівської селищної ради. До 1924 року — містечко.

## Населення
За даними перепису населення СРСР 1939 року чисельність населення становила 3 557 осіб, з них українців — 2 270, росіян — 94, німців — 83, євреїв — 988, поляків — 91, інших — 31.

### Мова
Рідна мова населення за даними перепису 2001 року:
| Мова       | Чисельність, осіб | Доля     |
| ---------- | ----------------- | -------- |
| Українська | 7 842             | 97,57 %  |
| Російська  | 184               | 2,29 %   |
| Інші       | 11                | 0,14 %   |
| Разом      | 8 037             | 100,00 % |

## Історія

### Доба Великого Князівства Литовського (1360—1569)
У період між 1351 та 1360 роками великий князь литовський Ольгерд витісняє з Київщини татар Золотої Орди і приєднує ці землі до Великого князівства Литовського. За правління Ольгерда староукраїнська мова стає офіційною мовою литовсько-руської держави.

#### Перша згадка

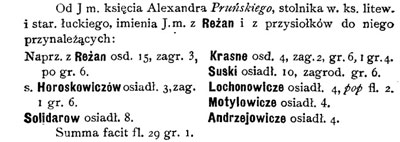
Села Горошковичі та Солодирі — присілки маєтку Рижани, 1581 рік

За офіційною версією поселення вперше згадується у 1545 р. як село Олександропіль, назване на честь власника — князя, руського шляхтича Олександра Пронського гербу Погоня Руська. Однак наразі не вдається віднайти джерела цієї згадки. Натомість є інше джерело — це люстрація земель київського замку 1581 року, де в реєстрі збору податків є запис: «Від його милості князя Александра Прунського, стольника Великого князівства Литовського, старости луцького, маєтку його милості з Режан (Рижан) та з присілків до нього належачих: спочатку з Режан осідлих 15, загородників 3 по 6 грошів, села Горошковичів осідлих 3, загородника 1 по 6 грошів, Солідарів (Солодирів) осідлих 8 дає в сумі 29 флоринів 1 грош» і так далі. Цей запис говорить нам зокрема про те, що у 1581 році село, що належало Олександрові Пронському, ще не називається Олександропіль, а має назву Горошковичі, а відтак назва Горошковичі є першою історичною назвою Хорошева. Це також дозволяє зробити висновок, що Олександрополем село назване після 1581 року, цим періодом 1581—1607 рр. і варто датувати згадку про існування села в 1545 році. Патронімічний суфікс -ович- у назві села свідчить, що ойконім Горошковичі походить від патроніма Горошкович утвореного від антропоніма старійшини роду Хорошка. Хорош, Хорошко — язичницьке слов'янське побажальне ім'я. Варто також зазначити, що боярський рід Горошковичів з місцевої родової української шляхти, вони ж Хорошковичі і Горошкевичі, мешкав у цей час (XVI ст.) в київській землі, зокрема в замковому селі Києва Демидівці в 1552 році.
Такі родові села, як Горошковичі, так звані околиці, пізніше називали селами околичної шляхти з тією тільки відмінністю, що в Горошках околична шляхта не збереглася (пор. Недаш > Недашковичі, Недашківські нащадки Недаша > село Недашки; Хорош, Хорошко > Хорошковичі, Горошковичі > село Горошки).
Дослідники визначають роки життя Олександра Пронського як бл.1550 — бл.1595. З історичних фактів випливає також те, що доля Горошковичів у XVI сторіччі була тісно пов'язана з історією сусідніх Рижан (історичні варіанти назви селища: Грежань, Грезань, Гризини, Резань або Грижани), оскільки Горошковичі в ті часи входять до складу волості з центром у Грижанах, а отже їм підпорядковуються. Таким чином історію Грижанської волості XVI сторіччя, яка входила до складу Житомирського повіту Київського воєводства Великого Князівства Литовського, можна розглядати як історію Горошковичів періоду як до першої згадки 1545 року, коли поселення, правдоподібно, існувало, так і після неї:
- 1501 року —  селище Грежань і Грижанська волость згадуються в актах литовської метрики і належать до власностей житомирського замку.

#### Сапеги(бл.1520— 1545)
- 1520 року —  у власності білорусько-литовського магнатського православного роду Сапегів зі Смоленщини.

#### Пронські(1545—1598)
- 1545 року —  Гліб Іванович Сапега віддає маєток Грежань із навколишніми селами Горошкевичі та Солодирі у заставу Семену Фридерику Пронському. Сподкоємцем власності Гліба Сапеги був Павло Сапега, але він втратив цей маєток, оскільки не зміг його викупити з-під застави у Пронських. Пронські — княжий рід, гілка роду Рюриковичів, володіли Пронськом — центром Пронського князівства (нині Рязанська область Росії), яке програло війну проти Рязанського князівства в 1460 — 1470-х роках та було ним поглинуте, після чого князі Пронські вимушені були емігрувати до ВКЛ і стали на службу Великого князя Литовського, що наділяв їх маєтками. Семен Фридерик Пронський — князь, справця житомирський, провадив зміцнення житомирського замку, пізніше староста брацлавський, вінницький, з 1544 київський воєвода, 1546 отримав привілей на закладення міста у Берестечку, з 1549 державця чорнобильський, 1550 збудував замок у Білій Церкві в обороні проти татар, перший із роду Пронських, хто перейшов у римо-католицький обряд і взяв ім'я Фридерик. Похований в костелі бернардинців у Вільно, столиці Великого Князівства Литовського. Був одружений з Федорою (Теодорою), донькою Богуша Михайла Боговитиновича. Мав сина Олександра Пронського.
- 1555 року —  по смерті Семена його вдова Федора Богушівна Боговитинівна одружується вдруге з ґнєзненським каштеляном Анджеєм Тшебуховським. Подружжя Тшебуховських стає власниками Горошковичів.
- 1563 року —  по смерті Анджея Тшебуховського Феодора Боговитинівна одружується втретє з хелмінським підкоморієм Міхалом Дзялинським гербу Огоньчик.
- 1569 року —  Грижани, а отже й Горошковичі, ще згадуються як власність Дзялинських, опікунів Олександра. Як бачимо, з 1555 року до початку 1580-х років Горошковичами володіє жінка —  русинка (українка) Федора Боговитинівна, і це не випадково. Річ у тім, що литовське цивільне право визнавало за жінками литовсько-руської, а пізніше польсько-литовсько-руської держави майнові права. Тобто українська жінка шляхетського стану — бояриня — у Великому Князівстві Литовському мала право на власність. Українські жінки володіли маєтками, цілими селами, могли купувати і продавати, дарувати їх чоловікові як посаг, або записувати у тестамент як спадок, а також розпоряджатися своїми грішми. Такого права власності, наприклад, не було у французьких жінок аж до ХІХ сторіччя, єдиною власністю яких були їхні коштовні прикраси. Коли дівчині виповнювалось 15 років — термін повноліття визначений Литовським Статутом 1529 року — вона ставала власницею спадкового майна у випадку сирітства, але могла володіти і окремою власністю при житті батьків. Майнові права неодруженої жінки майже не відрізнялися від майнових прав неодруженого чоловіка. Литовський статут 1529 року також стверджував: «Вдів та дівчат не видавати заміж проти їхньої волі». Незважаючи на це, українські жінки не мали рівних прав із чоловіками. Право голосу на виборах українка отримала лише у 1919 році.

### Доба Королівства Польського (1569—1793)
- 1569 року — Люблінська унія — українські землі переходять до складу Польщі. Люблінська унія мала великий влив на формування української держави. Так вперше формуються українські кордони, близькі до сучасних. Тоді ж відбулась символічна зустріч Русі з Руссю — Русь Червона зустрілась із Руссю Київською: Львів та Київ вперше за дуже довгий час опинились у спільному просторі. А покатоличення та полонізація у єзуїтських колегіумах української шляхти викликали сильний спротив та захист православної ідентичності, що переросло у створення українських центрів освіти — православних братств, до яких приєднались українська шляхетська еліта та козацьке військо, внаслідок чого виникла перша українська держава — Войсько Запорозьке або просто Гетьманщина.

Горошковичі переходять під владу Польщі. Стара литовська еліта поступово втрачає зв'язки із колишніми литовськими землями. Так Пронські до кінця XVI сторіччя відходять з Олександрополя, а їхнє місце на певний час займають польські шляхтичі Лещинські.
- 1581 року — перша відома згадка про Горошковичі як власність Олександра Пронського. Саме в 1570-х Олександр Пронський мав досягти повноліття, після чого отримав Горошковичі та Грижани від своєї матері Федори. Властиво саме цим періодом можна датувати першу ретроспективну згадку, в якій зазначалося про існування поселення Олександропіль у 1545 році, де його назвали актуальною на період після 1581 року назвою, себто Олександрополем, оскільки станом на 1545 рік Олександр Пронський або ще не народився, або мав такий молодий вік, що фізично не міг бути власником поселення. Тому той факт, що село мало назву Олександропіль у 1545 році, є доволі сумнівним. До Олександра Пронського поселення мало іншу назву, про що говорить зокрема уривок із книги польського історика Генрика Літвіна: |  | Наступним представником литовської еліти, що мав чималі володіння на Київщині (а також на Волині) був князь Олександр Пронський. На берегах Дніпра він успадкував волості Грижани і Горошкевичі (інша назва Олександропіль), які колись князям віддали в заставу й не викупили Сапеги . |

В Географічному словнику Королівства Польського зазначається: 
|  | Олександропіль – назва, надана одним з князів Пронських містечку Горошки, яка однак не прижилась. |

На момент, коли створювали Географічний словник Королівства Польського у ХІХ ст. містечко називалось Горошки, тому і згадане в цитаті під такою назвою.
- 1595 року —  Олександр помирає. Власницею Олександрополя стає його дружина Теодора Санґушко — донька польного гетьмана литовського Романа Санґушка гербу Погоня Литовська. В 1596 вона одружується вдруге з Анджеєм Лещинським, в якого є син від першого шлюбу — Рафал Лещинський, саме Рафал пізніше стане власником Олександрополя/Горошок.

#### Лещинські(1598—1625)

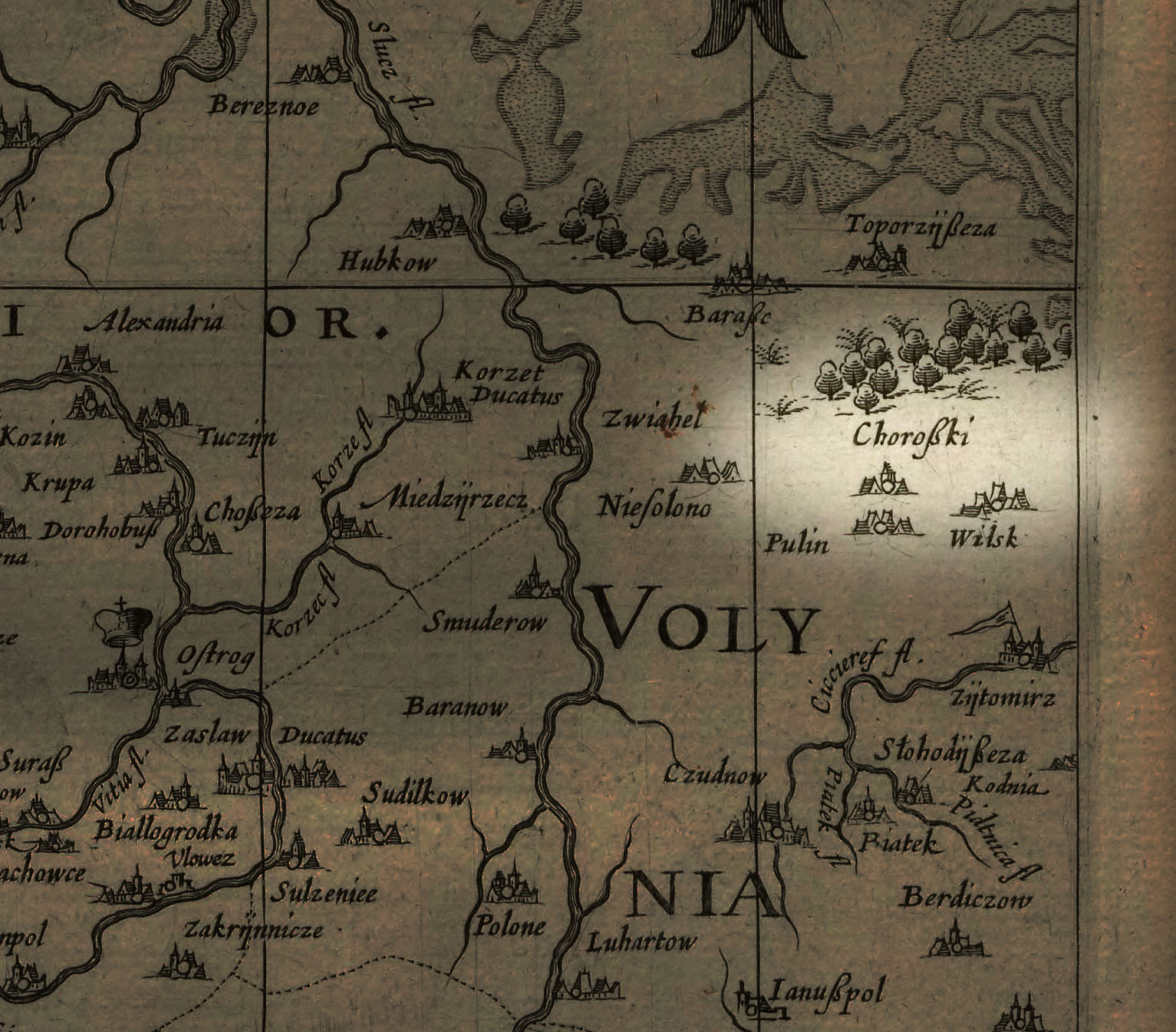
Хорошки у 1603 році на Радзивіллівській мапі Томаша Маковського (створена у 1603 р., опублікована у 1613 р.).

- 1598 року — помирає вдова Олександра Пронського Теодора Санґушко. Її чоловік Анджей Лещинський успадковує Олександропіль.
- 1606 року — помирає Анджей.
- 1607 року — судовий процес розпочатий між Олександром Пронським та Левом Сапегою щодо Олександрополя продовжують спадкоємці князя Олександра. Результатом стало рішення люблінського трибуналу 1607 року віддати Олександропіль Сапегам. Сапеги переносять резиденцію з Грижан до Олександрополя. З того часу поселення має назву Горошки[7][8].
- 1609 року — Рафал Лещинський гербу Венява, син Анджея, стає маршалком люблінського Коронного трибуналу. Надалі він є власником Горошок, що підтверджує факт продажу ним містечка у 1625 році.

- 1613 року — Томаш Маковський створює на замовлення князя Миколая Кшиштофа Радзивілла мапу Великого Князівства Литовського, на якій зображує Горошки (на мапі позначені як Хорошки). Мапа надрукована і видана у 1631 році в Амстердамі. Це одне з перших картографічних зображень Горошок.
- 1617 року — поселення отримує статус містечка і згодом стає центром торгівлі зерном у Житомирському повіті.

#### Немиричі(1625—1793)

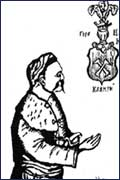
Юрій Немирич

- 1625 року — Рафал Лещинський продає «Горошки, місто нове і старе, зване Александрополем» за 240 000 флоринів або 200 000 злотих польських (як у іншому джерелі) сполонізованому руському шляхтичеві Стефану Немиричу гербу Клямри. Немиричі — український шляхетський рід з Київщини, один з найбільших магнатських родів Наддніпрянщини, що в певні періоди історії, захищаючи передовсім свої маєтки та інтереси були лояльними то до Польської Корони, то до Шведської імперії, то до української Гетьманщини. Рафал Лещинський — прадід майбутнього польського короля Станіслава Лещинського. Очевидно, старе місто, зване Олександрополем розбудовувалось саме в добу Олександра Пронського навколо його маєтку, а нове місто, зване Горошками мало інакше розташування і розбудовувалось в період Санґушків, Лещинських та Сапег після смерті Олександра.

- 1628 року — Стефан Немирич платить податок зі старого містечка (колишнього Олександрополя) за 10 будинків, 2 городи, 3 кола млинарських (водяні млини на Ірші), 5 ремісників, 1 попа, з нового містечка (Горошок) за 2 будинки.

- 1630 року — Стефан помирає. Вся його власність переходить дружині Марті Немиричівні з Войнаровських гербу Стрем'я.

- 1638 року — помирає Марта Войнаровська. Оскільки на цей рік не всі діти Марти та Стефана повнолітні, вони не ділять спадок, чекають повноліття найменшого сина.

- 1648 року — у грудні сини Стефана Немирича розділяють між собою спадок. Юрій Немирич стає дідичем Горошок, закладає тут свою резиденцію та будує замок. Для будівництва замку було найнято французького інженера. Замок являв собою неправильний прямокутник з 4-ма бастіонами, що були оточені глибоким ровом. У центрі замку знаходилась резиденція шляхтича. Під час вибуху Хмельниччини Юрій втікає до Польщі. На луцькому сеймику його обирають полковником і він зі своїми збройними відділами б'ється проти Хмельницького під Зборовом (серпень 1649), але невдовзі після прийняття Зборівського договору, за яким шляхта отримала право повертатися у свої маєтки, повертається у Горошки. Замовляє у відомого дослідника Волині Даніеля Цвікера (Daniel Zwicker) із Гданська мапу Полісся, яка виходить 1650 року — це одна з найдетальніших мап Київського Полісся того часу, на ній зокрема зображені всі навколишні малі села поблизу Горошок. У 1650 році київський сеймик повірив Немиричу організацію оборони Київського Полісся, на що пішли великі кошти, внаслідок чого дві його шляхетські хоругви, які не отримали так званого «хліба» розорили його замок та сплюндрували його власність. Мешканці Горошок зраділи, коли побачили обкрадений замок. В 1657 провадив у своєму маєтку перемовини з Богданом Хмельницьким у якості представника шведських інтересів. Достеменно невідомо, в якому саме маєтку провадив перемовини з Хмельницьким Немирич. Це міг бути як Черняхів так і Горошки. Незабаром переходить на сторону Богдана Хмельницького, переїжджає до Чигирина і приймає православ'я. Має величезні маєтки на Полтавщині. Юрій Немирич — визначна політична фігура свого часу. Дипломат, військовий діяч, полковник (звання, яке йому особисто надав Богдан Хмельницький), один із авторів проекту розбору Польщі (трактат в Раднот) та автор проекту Гадяцьких угод 1658 року (про утворення Великого Князівства Руського в складі Речі Посполитої Трьох Народів як третього рівноправного члена двосторонньої унії Литви та Польщі), перший і останній канцлер держави Велике Князівство Руське при гетьмані Іванові Виговському.   У 1659 році загинув під час промосковського перевороту частини козаків у Ніжині на Лівобережжі.

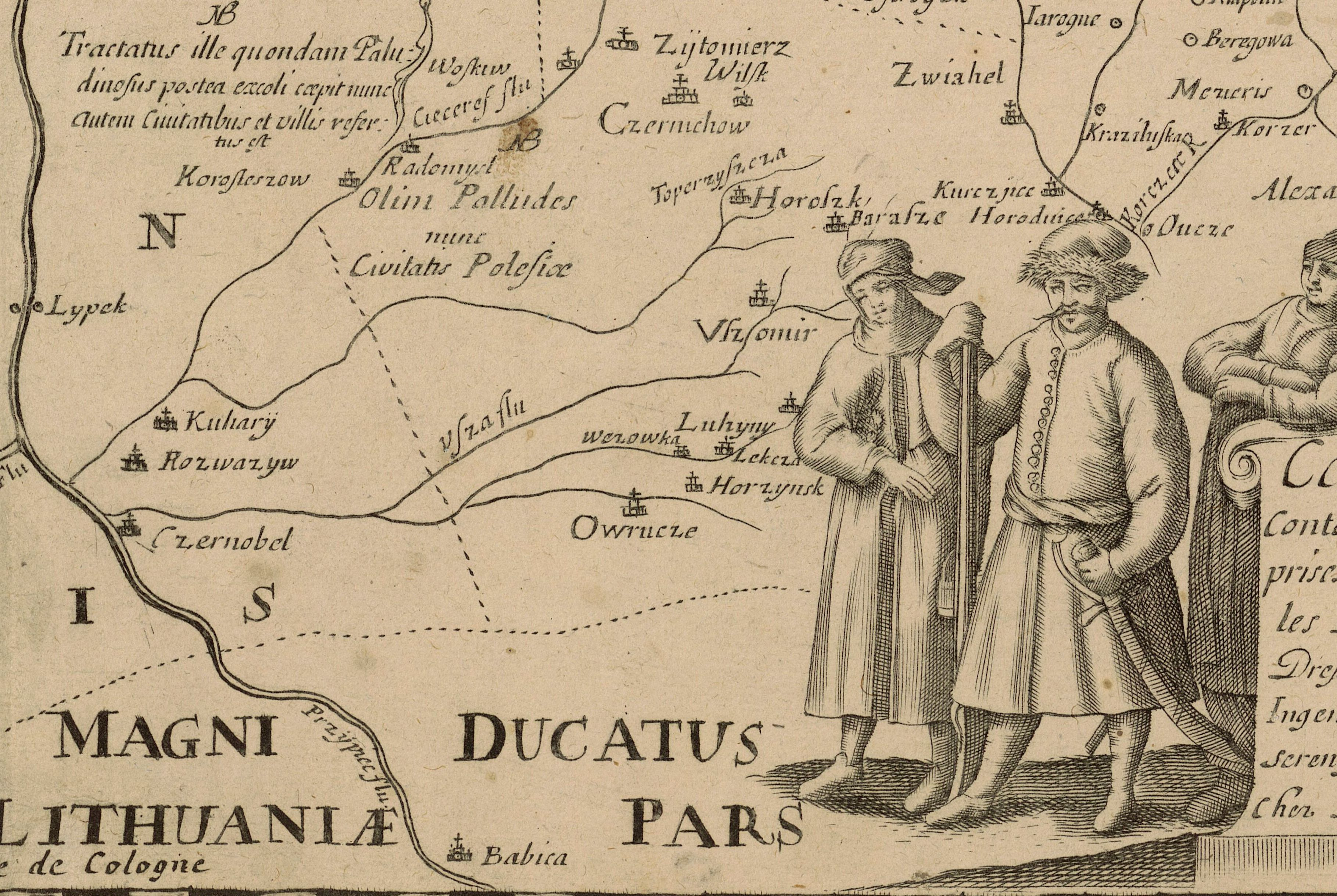
Горошки на мапі Боплана, 1648 рік

- 1649 року в ухвалі (лаудум) реляційного сеймику Київського воєводства, що відбувся 15 березня у Луцьку, йдеться про ухвалення набору на один рік 300 іноземних піхотинців для гарнізону фортеці у містечку Горошки, з виплатою їм щомісячно по 11 золотих, причому, за першу чверть року повинно бути сплачено й по 11 золотих затягових; річної виплати на піхоту треба 42,9 тис. золотих. А генеральному полковнику (Київського) воєводства (Юрію Немиричу) — по 2 тис. золотих за кожну чверть року, які він повинен одержувати з ретент попередніх податків
- За часів української держави Горошки входять до складу Київського полку — адміністративно-територіальної одиниці Гетьманщини.
- 1664 року — неповнолітній син Юрія Теодор Немирич від'їжджає разом зі своїм дядьком Стефаном Немиричем на еміграцію в Сілезію. Його маєтності в Горошках офіційно віддані під опіку його родичів на чолі з архієпископом Вацлавом Лещинським. Король Ян Казимир так пише про ці землі до тих людей, які будуть опікуватись маєтком: щоб «так само, як над особою його вірною вірі католицькій, над добрами маєтностей належну опіку справляли».
- 1667 року — за Андрусівським перемир'ям містечко, як і всю Правобережну Україну передано під контроль Польщі.
- 1668 року — повнолітній Теодор Немирич на звістку про спустошення його маєтку сусідами повернувся до краю і осів у Горошках. Після повернення відрікся від аріанства й прийняв православ'я. З маєтків мав Горошки та Ушомир. Маєтки були часто нищені козаками (наприклад, такі набіги траплялись у 1689 та 1692 рр.).
- 1685 року — фастівський полковник Семен Палій відновлює козацький устрій на Правобережній Україні. Згодом загони Захара Іскри займають замок та містечко. Відновлюється козацьке самоуправління краю та містечка (до 1699 р.).
- 1699 року — скарга тарногородського старости Теодора Немирича на козацьких полковників Семена Палія та Захара Іскру про те, що вони розмістили в його маєтках Горошках та Ушомирі своїх козаків і протягом 16 років стояли тут, розорили його маєтки, а селяни звідти повтікали. Теодор помер на початку XVIII сторіччя. Спадок Теодора переходить до його доньки Франциски.
- від 1700-х до 1746 року — Горошками володіє Франциска Немиричівна, у шлюбі Богуш. Франциска мала доньку Антоніну, яка одружилась зі Станіславом Дубравським, їхній син Анджей Дубравський стане останнім із роду Немиричів власником Горошок.
- 1746 року — суди за спадок між синами Франциски Немиричівни та Міхала Богуша по смерті обох батьків.
- 1748 року — Горошки купує Кароль Немирич, онук Стефана Немирича, брата Юрія. Очевидно, Немиричі зберігали родинну пам'ять про Горошки як про свою давню більш ніж столітню власність, тому нащадки Немиричів приїздили здалеку і купували цей маєток, як це зробив Кароль Немирич, а пізніше Анджей Дубравський (праонук Теодора Немирича)
- 1754 року — містечко під заставою тримав королівський ротмістр Ґабріель Перетяткович. На той час у містечку 24 двори (20 димів та 4 курні хати). До складу маєтку в Горошках належать Поромівка, Прага (нині Волянщина), Двориська (нині Дворище), Гацьківка, Солодири (нині Солодирі), Селенщизна (нині Селянщина), Чернявка, Зубринка та Чолнова (нині Човнова)[9].
- 1783 і 1790 роки — дві згадки про існування у Великих Горошках костелу Пресвятої Трійці. Костел відносився до черняхівського деканату. Парафія обслуговувала села Горошечки (Малі Горошки), Дашинку, Дворище, Зубринку, Михайлівку, Поромівку, Рудню Горошківську, Рудню Шляхову, Тиренці та село Човнову. Про це свідчать дві візитації костелу, які відбулись у вищезгадані роки[10].
- 1788 року — у Великих Горошках налічувалося 46 дворів[11]. Якщо при переписі 1798 року в кожному дворі в середньому жило по 8 мешканців, то за тієї ж умови у 46 дворах в 1788 році в Горошках мало би жити близько 368 мешканців.

- 1793 року — власником містечка є житомирський ґродський суддя Анджей Дубравський (онук Франциски Немиричівни, праонук Теодора Немирича), що брав участь у розправі над гайдамаками у Кодні, підтримав польське національне повстання під проводом Тадеуша Костюшка проти Росії. Після другого поділу Речі Посполитої анексоване Російською імперією.

### Доба Російської імперії (1793—1917)

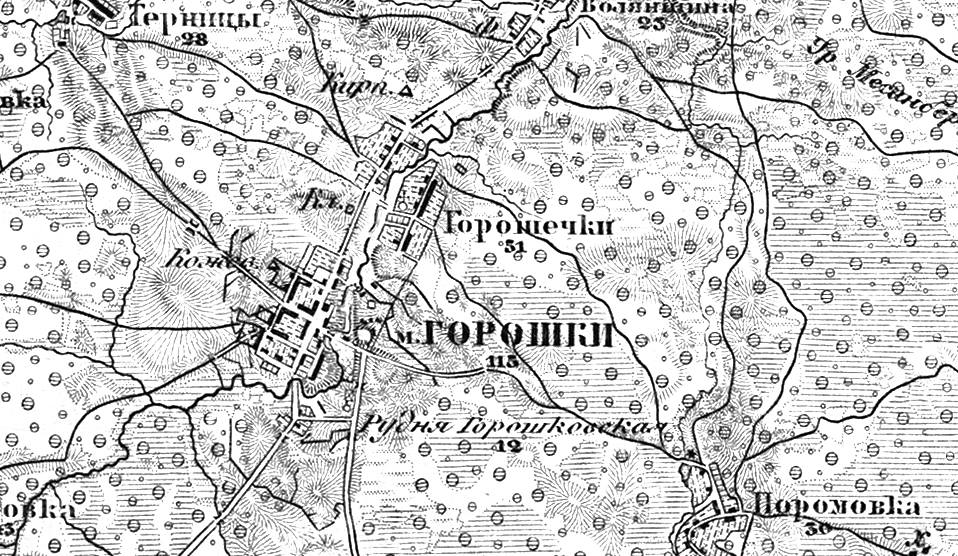
Військово-топографічна карта Російської імперії 1846—1863 рр.

- 1795 року — в селі Великі Горошки діяла греко-католицька церква Святої Трійці київської єпархії, священником був Іван Садовський.
- 1795 року — за участь у повстанні під проводом Тадеуша Костюшка російська влада конфісковує маєток Анджея Дубравського[13].
- 1796 року — конфіскований маєток Анджея Дубравського імператриця Катерина II подарувала полководцю Михайлові Кутузову, який відзначився під час російсько-турецької війни. Кутузов бував у своєму маєтку в Горошках у 1802—1805 рр.

- 1798 року — у містечку нараховувалося 64 двори та 522 мешканці. Діяла винокурня, 2 водяні млини та корчма.

- У 1886 році у Горошках і селах Рудня Горошківська, Дворище, Зубринка, Човнова, Слобода Михайлівка та Буда Ставецька, які належали до православної парафії в Горошках налічувалось 289 дворів, 2281 православних, 520 протестантів (німців), 512 юдеїв (євреїв), 125 католиків (поляків), 67 старообрядців (росіян).
- На кінець XIX сторіччя в Горошках були волосна управа, мировий суд, школа, аптека, гарбарня, броварня та дві цегельні. Дерев'яна православна церква, католицька каплиця, два молитовних доми для євреїв.
- 1912 року з нагоди сторіччя франко-російської війни (1812) Горошки перейменовують у Кутузове.
- 1914 року в Кутузовому було відкрито Вище початкове училище, в якому працював викладачем молодий Олександр Довженко, куди був направлений після закінчення Глухівського вчительського інституту.

### Українська революція (1917—1921)
В 1917 році місто входить до складу Української Народної Республіки.
У листопаді 1921 року, під час Листопадового рейду, теренами району пролягав шлях Волинської (командувач — Юрій Тютюнник) та Подільської групи (командувачі: Михайло Палій-Сидорянський та Сергій Чорний) Армії Української Народної Республіки.
Внаслідок поразки Перших визвольних змагань місто надовго окуповане більшовиками.

### За влади СРСР (1921—1991)
1921 року — Кутузове перейменовують у Володарськ (на честь відомого діяча більшовицької партії В.Володарського (Мойсея Гольдштейна), вбитого у 1918 р.), а в 1933 році — на Володарськ-Волинський.
1928 року — радянською владою було закрито обидві синагоги.
Володарсько-Волинський район (до 26 квітня 1933 р. — Володарський район) у 1932—1933 рр. входив до складу Київської області.
Внаслідок Голодомору 1932—1933 за даними різних джерел, у районі загинуло 416 чол., імена яких на сьогодні встановлено.
У період тимчасової німецької окупації від 14 серпня 1941 року містечку було повернуто історичну назву Горошки.

### За Незалежної України (1991— по сьогодні)
4 лютого 2016 року Верховна Рада України ухвалила Постанову «Про перейменування окремих населених пунктів та районів», відповідно до якої селище міського типу Володарськ-Волинський Володарсько-Волинського району перейменоване на селище міського типу Хорошів.

## Визначні місця та пам'ятки

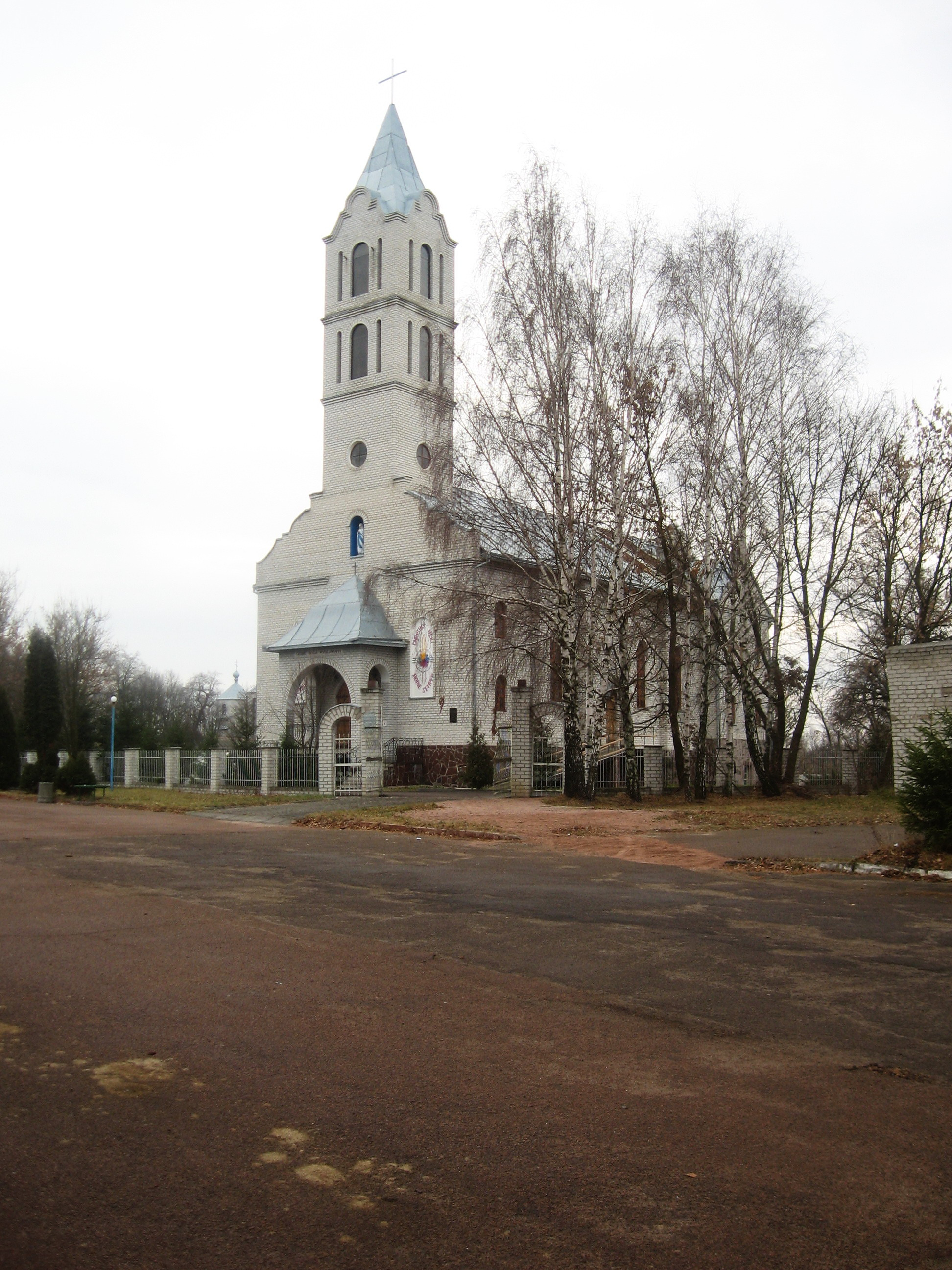
Костел Преображення Господнього

### Архітектура
- Найціннішою збереженою пам'яткою в Хорошеві є вали бастіонної фортеці Немиричів середини XVII ст., правдоподібно староголандської школи будівництва, ймовірним інженером фортеці був Юзеф Наронович-Наронський з литовського міста Кейдани, який створював перші мапи Горошок та околиць у 1650-х роках.

- Костел Преображення Господнього. У другій половині ХІХ сторіччя в Горошках існувала католицька каплиця, філія костелу Святої Теклі в Топорищах. З середини 1990-х років розпочались будівельні роботи по відновленню костелу.
- Чоловічий монастир преподобного Паїсія Величковського (ПЦУ) в Малогорошках
- В Хорошеві також існує баптистська церква «Ковчег спасіння»

###### Втрачені пам'ятки
- Социніанський збір (бл. 1640 року), що стояв за валами всередині замку, на місці сучасного парку (збір - назва споруди, яка виконує функції храму в деяких течіях протестантизму: кальвінізмі, социніанстві, відповідник церкви, кірхи, костелу). Про існування збору в Горошках пише Юзеф Антоній Ролле. В горошківському социніанському зборі на запрошення Юрія Немирича проповідував онук Фауста Социна, засновника социніанства, теолог Анджей Вишоватий. Цілком можливо, що пізніше збір був переобладнаний на костел.

- Фортеця (замок) та палац Немиричів середини XVII ст. В різних джерелах оборонну споруду в Горошках називають то замком, то фортецею.
- Замковий арсенал (цекгауз).
- Костел Святої Трійці (існував у другій половині XVIII ст.)

- Кам'яна брама — в'їзд до замку, існувала ще у 1910-х роках. Ймовірно була розібрана на будівельні матеріали за комуністичної влади, як розбирали інші старовинні споруди в містечку за спогадами мешканців.

- На околиці Горошок, де тепер знаходиться Кутузівський парк, біля козацьких поховань стояла дерев'яна церква, збудована без жодного цвяха. Ймовірно саме вона була греко-католицькою церквою Святої Трійці, що згадується у 1795 році. Вона була пофарбована в червоний колір в пам'ять про пролиту кров козаків. Церква простояла до 1940 року. На тому місці в 1990-х було збудовано цегляну церкву, яка до 2023 року належала до Московського Патріархату. 7 травня 2023 року учасники загальних зборів православної релігійної громади прийняли рішення про перехід до Православної церкви України [17]. 8 травня 2023 року громаду було прийнято до ПЦУ [18]

- В Малих Горошках також існувала дерев'яна церква. Вона була збудована в 1792 році, за рік до приходу на ці землі Російської імперії. Храм був зруйнований у 1941 році. 1998 року на місці, де стояла церква закладено капсулу на відновлення храму. 8.XI.2003 року настоятелем Олександром Залужним розпочато будівництво храму, який знаходиться в підпорядкуванні Київського Патріархату.
- Два молитовні будинки для євреїв (синагоги).

### Парк «Горошківське замчище»

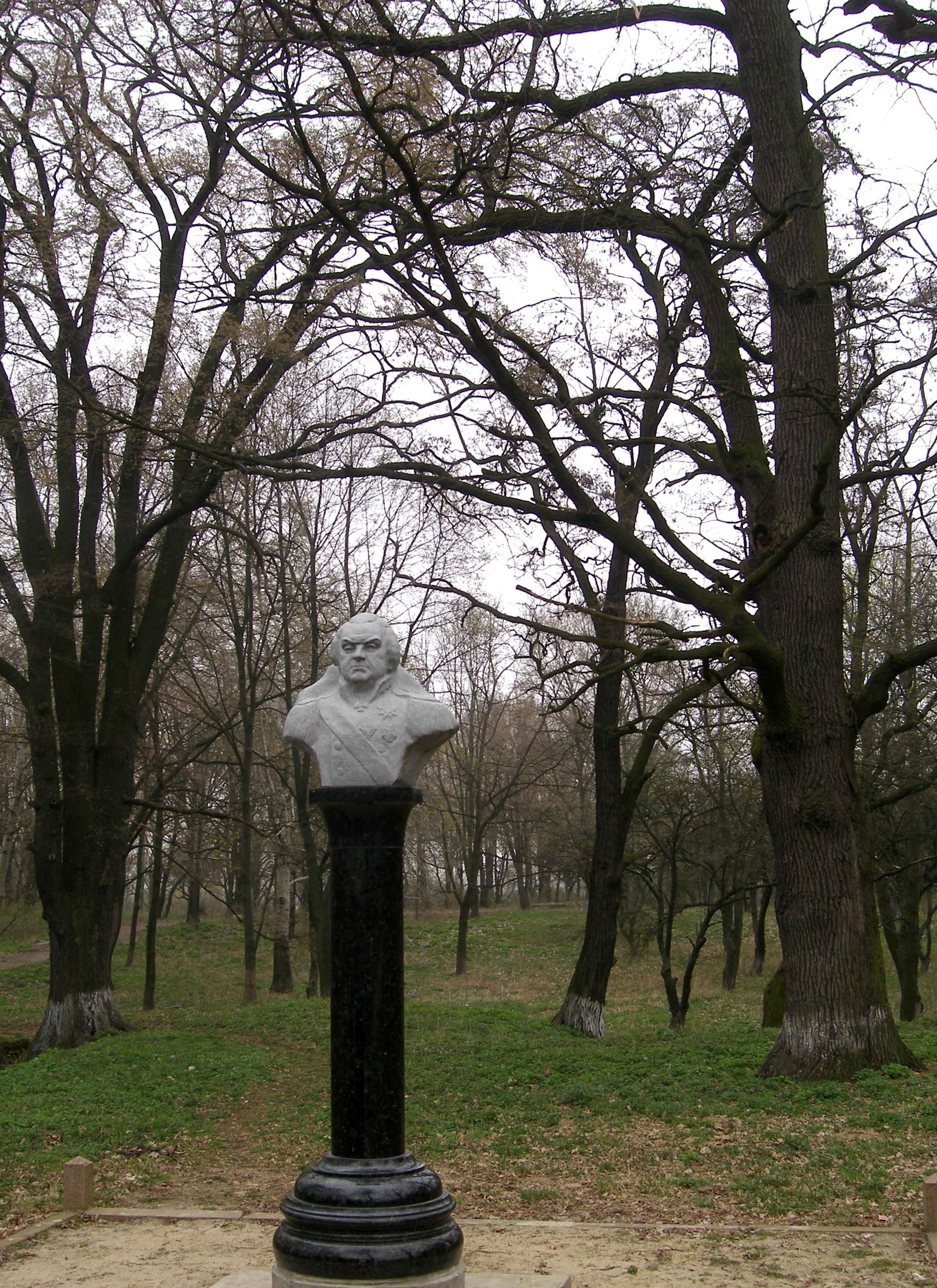
Пам'ятник М. І. Кутузову у парку «Горошківське замчище». Демонтований 12 жовтня 2022 року

Старовинний парк, закладений у XVIII ст. над високим берегом річки Ірші. Збереглися вікові дуби та залишки старовинних фортифікацій — земляних валів та ровів. У XIX ст. в центрі парку знаходився палац, який належав М. І. Кутузову, а потім його нащадкам. Під час Першої світової війни палац було перетворено на військовий шпиталь для поранених. У 1919 р., під час Громадянської війни, палац згорів. Пізніше на його місці утворився пустир, що заріс чагарниками. У 1941 р. частину дерев у парку було вирубано німецькими окупантами для відновлення мосту через Іршу, знищеного відступальними частинами Червоної Армії.
У 1959 р. парк було названо на честь М. І. Кутузова і встановлено бюст полководця (скульптор Г. Постников). У серпні 2004 р. цей пам'ятник став жертвою вандалізму: постамент було частково зруйновано, а бронзове погруддя вкрадено. Пізніше на цьому місці було встановлено новий пам'ятник Кутузову[джерело?].
12 жовтня 2022 року парк імені Кутузова перейменовано в парк «Горошківське замчище», а погруддя демонтовано[джерело?].

### Музей коштовного і декоративного каміння

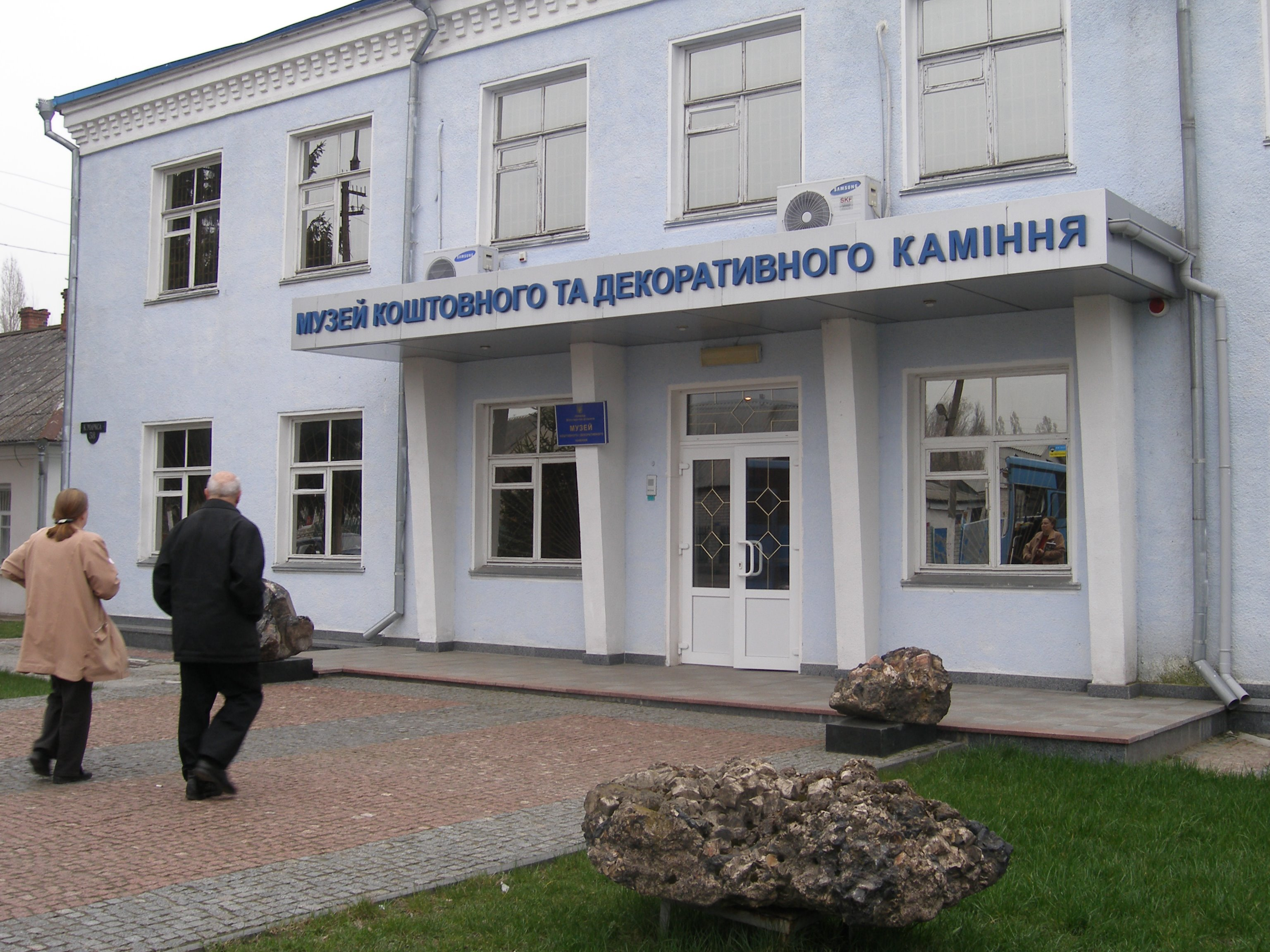
Музей декоративного та коштовного каміння Міністерства фінансів України

У 1996 згідно з постановою Кабінету міністрів України, колекцію мінералів та гірських порід мінералогічного музею підприємства «Кварцсамоцвіти» було передано Музею коштовного та декоративного каміння, утвореному в підпорядкуванні Міністерства фінансів України. Ця мінералогічна колекція, заснована у 1951 р., базується на зразках гірських порід і мінералів камерних пегматитів Волинського родовища моріону. Це єдине в Україні родовище камерних пегматитів, де видобувалися унікальні кристали кварцу, топазу і берилу.
Зараз до колекції музею входять більш ніж 1500 зразків мінералів та гірських порід із геологічних утворень України та інших країн світу, зокрема зразки волинського бурштину з Клесівського родовища (Поліський бурштиноносний район). Експозиція музею займає п'ять залів.

Районна державна адміністрація

В центрі селища

### Пам'ятники
21 серпня 2016 року в селищі відкрито пам'ятник Тарасові Шевченку.

## Постаті
В селищі народилися:
- Самуїл Гельмонд (за іншими даними у Володимирі Волинському) — єврейський поет, що писав на їдиш.
- Пінчук Веніамін Борисович (1908—1987) — російський радянський скульптор, народний художник СРСР.
- Прохорчук Віктор Олександрович — Герой України, захисник Майдану.

## Освіта
Загальноосвітні навчальні заклади:
- Хорошівський ліцей №1 (вул. Гв. Кантемирівців)
- Хорошівський ліцей №2 (вул. Незалежності, 34)
- Хорошівська музична школа (вул. Соборна, 3)

Дошкільні навчальні заклади:
- Хорошівське навчально-виховне об'єднання «Школа-дитячий садок» І-ІІІ ст. № 1 (вул. Східна, 8)
- Хорошівський ДНЗ «Веселка» (вул. Незалежності, 25а)